# 风行乳业

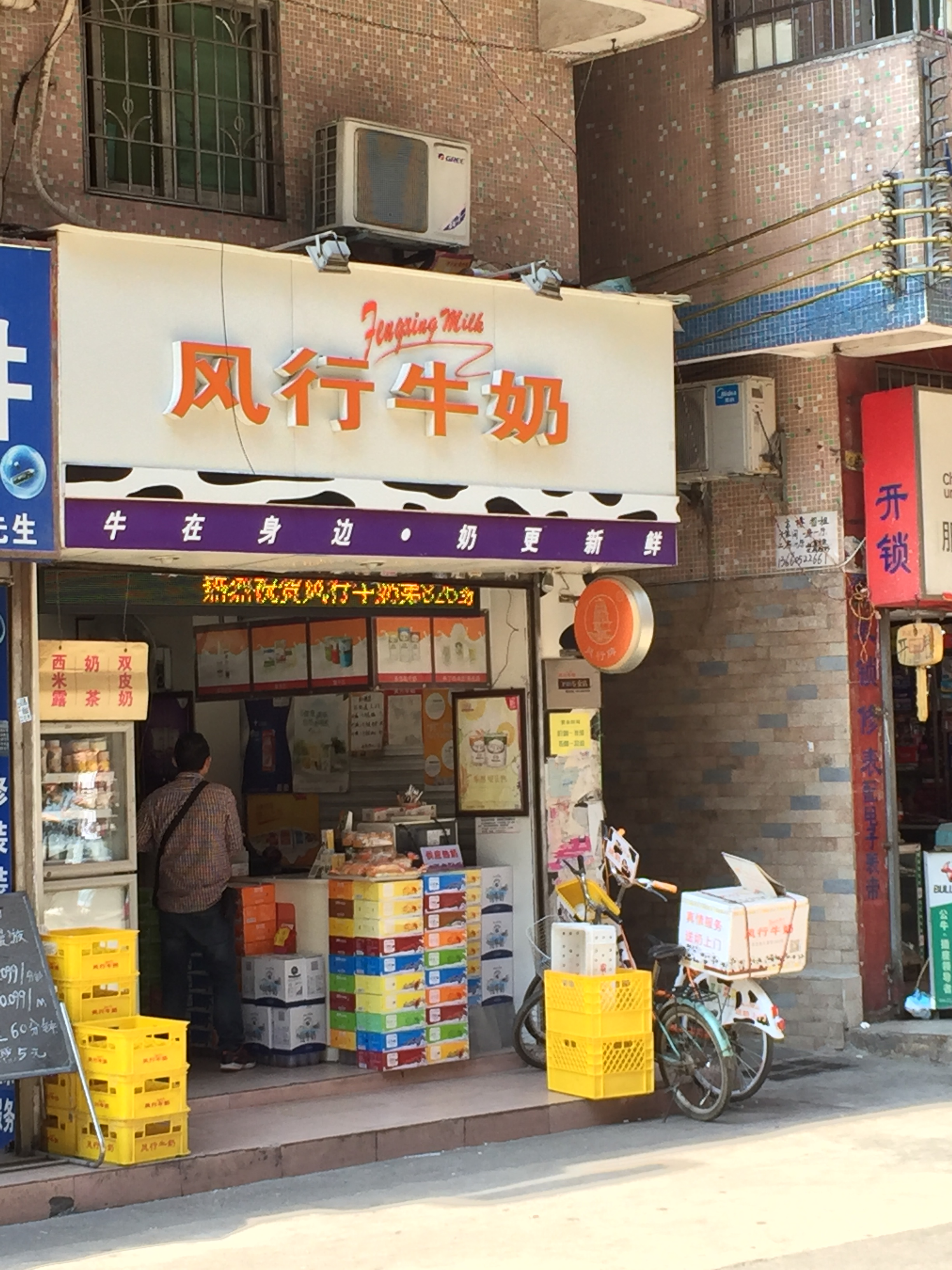
位于天河区的风行牛奶专卖店

广州风行乳业股份有限公司，原名广州风行牛奶有限公司（简称风行牛奶，原广州市牛奶公司）创立於1927年7月，隶属於廣州越秀集團股份有限公司，是一家集奶牛饲养、乳品加工及销售为一体的国有控股企业，为广州三大本土牛奶品牌之一，是广州本土历史最悠久的乳业公司。目前的公司地址位於天河区沙太南路342号。
风行牛奶在1994年与香港九龍維記牛奶有限公司合资成立了广州维记牛奶食品有限公司，风行公司拥有该公司的三成左右股份，目前该公司基本承包给维记牛奶管理。
风行乳业的产品曾获“广州市名牌产品”、“广东省优秀新产品”、“广州市名优农产品”、“广东省名牌产品”、中国绿色食品等多个称号。

## 历史
- 1927年，风行的前身胜记牛奶公司成立，当时饲养黑白花奶牛，实行舍饲。由顺德人陈健雄独资经营，地址在一德路的石室圣心大教堂东面。
- 1952年7月1日，街坊陈玉梁、危国泰、张兆良、汤炎荣筹资合伙，在没有经验及缺少设备的情况下建立风行炼乳厂，厂址设在中山六路玛瑙二巷15号。炼乳厂属手工业作坊式小厂，生产初期，销量很差。他们从英国香烟盒的“航海帆船”包装图案得到启发，设计出“风行”牌商标。因“一帆风顺，胜利远行”寓意好，得到政府工商部门的支持，顺利注册。
- 1956年，国家执行社会主义工商业“改造”政策，实行“公私合营”。广州市两间私营集体乳业工厂—风行炼乳厂和南中炼乳厂以及个体户“卢永记”、“周信记”、“健儿康”几个家庭式作坊，被当局合并，成立“公私合营南中炼乳厂”，商标称“风行”牌，厂址设在西兴街10号。4月，由广州市政府牵头，以胜记奶牛公司为主，合并位于东、南、西、北四区有2000元以上资产的57个饲养奶牛大户组，成立“公私合营广州市乳牛场”。为扩大乳业生产，经当局批准，成立广州乳牛场营业部，亦属公私合营性质，地址设在东川路49号。
- 1960年10月，公私合营南中炼乳厂并入国营广州市畜牧场，更名为广州市畜牧场南中乳品厂。
- 1968年8月，广州市畜牧场南中炼乳厂（风行）、广州市畜牧场乳牛场营业部合并为广州市畜牧场乳品厂。
- 1969年後，生产地逐步从西兴街迁到前营业部地址东川路49号。员工增加到100多人。
- 1973年3月，广州畜牧场乳品厂并入新成立的广州市牛奶公司，更名为广州市牛奶公司乳品厂。
- 1980年9月，以燕塘移交给新塘果园场的奶牛建立新塘奶牛场。同年9月，市牛奶公司更名为市乳品农工商联合公司。1983年3月又恢复市牛奶公司称谓。
- 1982年，公司在沙太路盘龙岗征地50亩，建设乳品二厂。
- 1983年，公司与香港胜天有限公司签订补偿贸易合同，成立广州市华美牛奶公司，成为80年代第一家出口鲜奶到香港的企业；
- 1984年，广州市牛奶公司与香港九龙维记牛奶有限公司、香港胜天有限公司合资成立了广州维记牛奶有限公司，总投资3210万港元。其中维记占51%，胜天占15%，市牛奶公司占34%。投产後，主要产品有鲜奶、软雪糕、花色奶和强化奶，向广州市麦当劳餐厅供货，年销售量达7000多万元人民币。
- 1985年2月，市政府批准在市牛奶公司基础上成立广州市牛奶总公司。按局级企业规格管理，属市农委领导。同年成为大陆首家引进美国良种荷尔斯泰因牛647头，因美国动物首次进入中国检疫，促成中美签订动物检疫条例。
- 1987年，风行与法国达能S.A.公司合资成立广州达能酸乳酪有限公司（达能後来售予广州光明乳业），生产达能牌搅拌型酸奶，为大陆首家中外合资乳品企业。
- 1990年，东川路乳品一厂全部迁入乳品二厂，成立广州市牛奶公司乳品总厂。
- 1992年8月，市编委撤销市牛奶总公司，成立新的市牛奶公司，归市农工商联合总公司主管。下设乳品总厂、供销公司、珠村奶牛场。
- 1994年，与香港九龍維記牛奶合资成立广州维记牛奶食品有限公司。
- 2002年，被认定为广东省首批学生饮用奶定点生产企业。
- 2003年，通过了ISO9001：2000国际质量管理体系认证，在全国乳制品行业首批通过“QS”认证。
- 2005年5月，风行纯牛奶被中国绿色食品发展中心评为绿色A级产品；上半年通过HACCP（危害分析与关键控制点）认证。
- 2006年，风行金牌奶、巴氏奶、高钙乳酸奶、酸奶被评为“2006年度广东五佳乳品”。
- 2009年11月18日，风行牛奶母公司“广州市农工商集团有限公司”改名为“广州风行发展集团有限公司”。
- 2018年12月21日，风行牛奶位于广州市增城区石滩镇的工厂正式动工[3]。
- 2021年6月，风行牛奶和母公司越秀集团宣布从雀巢获得五羊牌雪糕的运营权[4]。

## 概况

### 牛场
风行现时拥有华美牛场及南沙万顷沙和华美增城分场（天泉湖牧场）三大自有牧场，饲养有美国荷茨坦良种黑白花奶牛5000多头，为生产风行牛奶及维记牛奶提供奶源。其中华美奶牛场2004年2月被农业部授予“国家级良种奶牛场”称号，是华南地区唯一的国家级良种奶牛场。华美奶牛场生产的鲜奶，每天有10多吨以维记品牌出口香港；风行另外还有3个合作的牧场。

### 专卖店
风行牛奶率先在广州市推出“牛奶专卖店”，在市区主要路段、商业区、大型社区以门市部和专卖店形式拓展。目前已在天河、越秀、东山、荔湾等区域开设了100家风行牛奶专卖店。後来另一竞争对手燕塘牛奶也仿效风行开设多家专卖店。

## 产品
纯鲜奶、酸牛奶、纯牛奶、巴氏消毒奶、酸牛奶、花式奶、炼奶、低脂高钙奶、高钙牛奶、无糖酸奶、大口樽装酸奶、高钙乳酸奶饮品、乳酸菌奶、谷能牛奶饮品、红枣枸杞牛奶饮品、高钙牛奶饮品、草莓味牛奶饮品、朱古力牛奶饮品、麦乐牛奶饮品、木瓜味牛奶饮品、冰果奇缘果酸味牛奶饮品、脱脂调味酸牛奶。
风行牌产品在广东全省贩售，并供应华南地区麦当劳咖啡附带的小杯淡奶。维记牌产品，在广东珠三角地区及港澳贩售，并供应华南地区麦当劳牛奶、雪糕、咖啡产品，2008年起代替蒙牛供应广州星巴克咖啡。
- 一瓶風行樽裝純鮮奶
- 炼乳
- 酸奶
- 水果味酸奶

### 宣传口号
- 牛在身边，奶更新鲜（2019年前）
- 风行优质乳，敢为天下鲜（2019年及以后）[6][7]